# Magueija
Magueija é uma povoação portuguesa do Município de Lamego que foi sede da extinta Freguesia de Magueija, freguesia que tinha 10,90 km² de área e 591 habitantes (2011), e, por isso, uma densidade populacional de 54,2 hab./km².
A Freguesia de Magueija foi extinta em 2013, no âmbito de uma reforma administrativa nacional, para, em conjunto com as Freguesias de Bigorne e Pretarouca, formar uma nova freguesia denominada União das Freguesias de Bigorne, Magueija e Pretarouca da qual é a sede.
Magueija foi vila e sede de concelho até ao início do século XIX. Este era constituído por uma freguesia e tinha, em 1801, 615 habitantes.
Tem umas das mais antigas bandas filarmónicas do país, a Banda Filarmónica de Magueija.

## População
| População da freguesia de Magueija | População da freguesia de Magueija | População da freguesia de Magueija | População da freguesia de Magueija | População da freguesia de Magueija | População da freguesia de Magueija | População da freguesia de Magueija | População da freguesia de Magueija | População da freguesia de Magueija | População da freguesia de Magueija | População da freguesia de Magueija | População da freguesia de Magueija | População da freguesia de Magueija | População da freguesia de Magueija | População da freguesia de Magueija |
| ---------------------------------- | ---------------------------------- | ---------------------------------- | ---------------------------------- | ---------------------------------- | ---------------------------------- | ---------------------------------- | ---------------------------------- | ---------------------------------- | ---------------------------------- | ---------------------------------- | ---------------------------------- | ---------------------------------- | ---------------------------------- | ---------------------------------- |
| 1864                               | 1878                               | 1890                               | 1900                               | 1911                               | 1920                               | 1930                               | 1940                               | 1950                               | 1960                               | 1970                               | 1981                               | 1991                               | 2001                               | 2011                               |
| 907                                | 1 047                              | 1 016                              | 1 082                              | 1 094                              | 1 246                              | 1 396                              | 1 497                              | 1 520                              | 1 312                              | 1 236                              | 1 001                              | 860                                | 742                                | 591                                |

| Distribuição da População por Grupos Etários | Distribuição da População por Grupos Etários | Distribuição da População por Grupos Etários | Distribuição da População por Grupos Etários | Distribuição da População por Grupos Etários | Distribuição da População por Grupos Etários | Distribuição da População por Grupos Etários | Distribuição da População por Grupos Etários | Distribuição da População por Grupos Etários | Distribuição da População por Grupos Etários |
| -------------------------------------------- | -------------------------------------------- | -------------------------------------------- | -------------------------------------------- | -------------------------------------------- | -------------------------------------------- | -------------------------------------------- | -------------------------------------------- | -------------------------------------------- | -------------------------------------------- |
| Ano                                          | 0-14 Anos                                    | 15-24 Anos                                   | 25-64 Anos                                   | > 65 Anos                                    |                                              | 0-14 Anos                                    | 15-24 Anos                                   | 25-64 Anos                                   | > 65 Anos                                    |
| 2001                                         | 118                                          | 104                                          | 361                                          | 159                                          |                                              | 15,9%                                        | 14,0%                                        | 48,7%                                        | 21,4%                                        |
| 2011                                         | 75                                           | 73                                           | 286                                          | 157                                          |                                              | 12,7%                                        | 12,4%                                        | 48,4%                                        | 26,6%                                        |

Média do País no censo de 2001:  0/14 Anos-16,0%; 15/24 Anos-14,3%; 25/64 Anos-53,4%; 65 e mais Anos-16,4%
Média do País no censo de 2011:   0/14 Anos-14,9%; 15/24 Anos-10,9%; 25/64 Anos-55,2%; 65 e mais Anos-19,0%

## Património
- Pelourinho de Magueijinha[6]